# Michael Drazin
Michael Peter Drazin (* 5. Juni 1929 in London) ist ein britisch-US-amerikanischer Mathematiker, der sich mit nichtkommutativer Algebra befasst.
Drazin studierte an der University of Cambridge mit dem Bachelor-Abschluss 1950 sowie dem Master-Abschluss und der Promotion bei Robert Alexander Rankin (und David Rees) 1953 (Contributions to Abstract Algebra). Als Post-Doktorand war er bis 1955 beim Admiralty Research Laboratory in Teddington. Danach war er Fellow des Trinity College in Cambridge und 1957/58 Gastprofessor an der Northwestern University sowie von 1958 bis 1962 am Research Institute for Advanced Study in Baltimore. 1962 wurde er Associate Professor und 1991 Professor an der Purdue University. 1999 emeritierte er.
Er befasst sich mit nichtkommutativen Ringen, Theorie der Matrizen, Theorie der Halbgruppen (Halbgruppen mit Involutionen) und kombinatorischen Problemen. Eine verallgemeinerte Inverse Matrix (Drazin-Inverse) ist nach ihm benannt.
Er hat die US-amerikanische Staatsbürgerschaft.